# Estland op de Olympische Zomerspelen 1932
Estland nam deel aan de Olympische Zomerspelen 1932 in Los Angeles, Verenigde Staten. Vanwege de te hoge kosten kon Estland geen volledig team afvaardigen. Op eigen kosten namen twee atleten en drie officials deel. De worstelaar Osvald Käpp kreeg een onkostenvergoeding van 300 dollar.

## Resultaten per onderdeel

### Atletiek
| Olympiër      | Onderdeel             | Resultaat | Prestatie |
| ------------- | --------------------- | --------- | --------- |
| Alfred Maasik | 50km snelwandelen (m) | 10e       | 6:19.00   |

### Worstelen
| Olympiër       | Onderdeel   | Resultaat   | Prestatie                                                                                  |
| Vrije stijl    | Vrije stijl | Vrije stijl | Vrije stijl                                                                                |
| -------------- | ----------- | ----------- | ------------------------------------------------------------------------------------------ |
| Osvald Käpp    | -66kg (m)   | 6e          | 1ste ronde: V van FRA Pacôme 2de ronde: V van HUN Karpati                                  |
| Grieks-Romeins |             |             |                                                                                            |
| Osvald Käpp    | -72kg (m)   | 4e          | 1ste ronde: W van ITA Gallegati 2de ronde: W van DEN Jensen 3de ronde: V van SWE Johansson |

Argentinië · Australië · België · Brazilië · Brits-Indië · Canada · Colombia · Denemarken · Duitsland · Estland · Filipijnen · Finland · Frankrijk · Griekenland · Groot-Brittannië · Haïti · Hongarije · Ierland · Italië · Japan · Joegoslavië · Letland · Mexico · Nederland · Nieuw-Zeeland · Noorwegen · Oostenrijk · Polen · Portugal · Republiek China · Spanje · Tsjecho-Slowakije · Uruguay · Verenigde Staten · Zuid-Afrika · Zweden · Zwitserland